# Poyntonophrynus
Poyntonophrynus (лат.) — род бесхвостых земноводных из семейства жаб. Род назван в честь южноафриканского герпетолога Джона К. Пойнтона. Обитают в Африке к югу от Сахары.

## Классификация
На февраль 2023 года в род включают 11 видов:
- Poyntonophrynus beiranus (Loveridge, 1932) — Карликовая жаба
- Poyntonophrynus damaranus (Mertens, 1954)
- Poyntonophrynus dombensis (Bocage, 1895) — Лишайниковая жаба
- Poyntonophrynus fenoulheti (Hewitt & Methuen, 1912)
- Poyntonophrynus grandisonae (Poynton & Haacke, 1993)
- Poyntonophrynus hoeschi (Ahl, 1934)
- Poyntonophrynus kavangensis (Poynton & Broadley, 1988)
- Poyntonophrynus lughensis (Loveridge, 1932) — Крапчатая жаба
- Poyntonophrynus pachnodes Ceriaco et al., 2018
- Poyntonophrynus parkeri (Loveridge, 1932) — Жаба Паркера
- Poyntonophrynus vertebralis (Smith, 1848) — Крохотная жаба